# Astragalus scopulorum
Astragalus scopulorum là một loài thực vật có hoa trong họ Đậu. Loài này được Porter miêu tả khoa học đầu tiên.